# Luxiaria consimilaria
Luxiaria consimilaria là một loài bướm đêm trong họ Geometridae.